# أزمة الغذاء في مالاوي

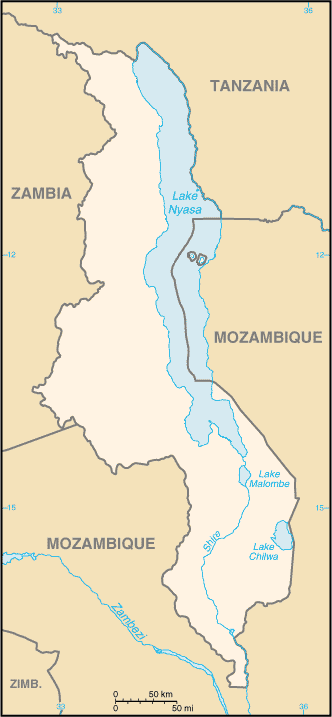
مالاوي هي دولة حبيسة في شرق افريقيا

ملاوي هي واحدة من أقل البلدان نموا في العالم وتحتل المرتبة 170 من أصل 187 دولة وفقًا لمؤشر التنمية البشرية لعام 2010. يبلغ عدد سكانها حوالي 16 مليون نسمة، يعيش 53٪ منهم تحت خط الفقر، 90٪ منهم على أقل من دولارين في اليوم. قدرت منظمة الأمم المتحدة للطفولة (اليونيسف) أن هناك 46000 طفل يعانون من سوء التغذية الحاد.
وفقًا لمنظمة أكشن إيد شهدت ملاوي مجاعة في عام 2002 ، حيث تراوح عدد القتلى من 300 إلى 3000. تشكل الزراعة 85 بالمائة من مصدر الدخل الأساسي لملاوي، يعتبر القمح والبطاطس أكثر المحاصيل شيوعًا التي يتم زراعتها واستهلاكها. نتيجة لذلك عندما أعلن صندوق النقد الدولي أن محصول الذرة في لعامي 2000/2001 انخفض من 2.5 مليون إلى 1.7 مليون طن متري أدى إلى عجز وطني قدره 273000 طن متري فتأثر الكثير من المواطنين. في فبراير 2002، أعلنت حكومة ملاوي عن حالة طوارئ غذائية ووقوع البلاد في كارثة. أدى موسم الحصاد في النصف الأخير من عام 2002 إلى التخفيف من حدة أسوأ المجاعات، ولكن في عام 2005 تسبب الجفاف في حدوث أزمة غذائية مرى أخرى. في 15 أكتوبر 2005 أعلنت الحكومة بقيادة الرئيس بينغو وا موثاريكا كارثة وطنية. تعافت ملاوي منذ ذلك الحين من أزمة 2005 لكنها لا زالت تواجه نقصًا جديدًا في الغذاء.
وقعت أزمات غذائية لاحقة في عامي 2012 و 2015، إذ كانت العديد من العوامل المساهمة في مجاعة عام 2002 لا تزال موجودة، ولكنها تفاقمت بسبب الجفاف الشديد والفيضانات. في عام 2012 حدثت أزمة غذاء بسبب انخفاض هطول الأمطار الذي أثر على حصاد الذرة في تلك السنوات بالإضافة إلى التضخم الناتج عن انخفاض قيمة الكواتشا. بعد أن بدأت الظروف في التحسن في عام 2014، شهد العام التالي موجات جفاف شديدة أعقبتها فيضانات مدمرة. أدى ذلك إلى أزمة غذائية أخرى في عام 2015 وأعلن الرئيس حالة الطوارئ.
اليوم، وضعت العديد من البرامج في ملاوي لمعالجة عدم الاستقرار المناخي والفقر والتنويع في كل من الاقتصاد والزراعة.